# Le Baptême du feu
Le Baptême du feu (titre original : Chrzest Ognia) est le troisième roman et le cinquième volume de la série littéraire de fantasy Le Sorceleur, créée par l'écrivain Andrzej Sapkowski. Il est publié en Pologne en 1996 et en France en 2010.
Le livre a été traduit en français par Caroline Raszka-Dewez et sa couverture a été illustrée dans son édition française par Etienne Le Roux.

## Résumé
La nouvelle se répand que Ciri est à Nilfgaard pour être mariée à l'empereur Emhyr. Geralt quitte la forêt de Brokilone pour retrouver la jeune fille. Il voyage en compagnie de Jaskier et Milva, une jeune dryade. En chemin, ils rencontreront de nouveaux compagnons de route et des ennemis. De leur côté, les magiciennes rescapées de l'attaque sur l'île de Thanedd essaient de trouver un moyen de préserver la magie. 

## Histoire

### Chapitre 1
Milva est une dryade de la forêt impénétrable de Brokilone. Alors qu'elle chasse, elle se remémore ces derniers mois. Après les événements sur l'île de Thanedd et le déclenchement de la guerre à Dol Angra, Triss Merigold a déposé Geralt à Brokilone. Puisque Milva s'occupe d'amener des écureuils à Brokilone pour les soigner, on lui demande de rapporter des nouvelles du monde extérieur à Geralt. Nilfgaard a sérieusement mis en déroute la Lyrie et Aedirn. Verden s'est rendue, la Témérie, un des royaumes du Nord, s'est allié à Nilfgaard et les elfes ont fondé leur propre royaume, Dol Blathann, à la Vallée aux fleurs, gouverné par Francesca Findabair. Les Scoia'tael continuent de se battre en Témérie et en Rédanie. Cahir, les traîtres magiciens, Geralt et Ciri sont activement recherchés. 
Dijkstra, qui dirige le gouvernement rédanien tant que Radowid est mineur, apprend que Geralt est à Brokilone. Il ordonne qu'on le laisse tranquille et il fait en sorte qu'une nouvelle lui parvienne : Ciri est à Nilfgaard et se mariera avec l'empereur Emhyr. La rumeur est que Yennefer serait celle qui a livré Ciri à Nilfgaard. Un ambassadeur de l'empire rencontre Dijkstra, leurs relations sont houleuses. Alors que Dijkstra demande à l'ambassadeur de lui livrer Yennefer et Vilgefortz et que le nilfgaardien lui affirme qu'ils n'ont pas trouvé refuge dans l'empire, ce dernier demande à Dijkstra de leur livrer Cahir mais le gouverneur affirme qu'il ignore où il se trouve. Dijkstra et Filippa, restée dans son château à Montecalvo, sont aussi à la recherche de Cahir. 
Milva apprend de Scoia'tael que la guerre s'avance, les armées de Nilfgaard vont traverser la Iaruga, une rivière qui sépare les Royaumes du Nord au terres du sud, où se situent Cintra et Nilfgaard. Elle part à la recherche de Geralt pour le prévenir. 
De leur côté, les sorcières réunies à Montecalvo contactent à distance d'autres sorcières, dont Francesca Findabair et Assire, une sorcière de Nilfgaard. Elles veulent créer une société secrète au service de la magie, une loge. 
Pendant ce temps, Ciri, sous le nom de Falka, est en compagnie des Rats. Ils continuent leurs mauvaises aventures et distribuent l'argent de leurs vols aux plus pauvres. 

### Chapitre 2
Geralt et Jaskier se dirigent vers Verden pour rejoindre l'empire de Nilfgaard. Ils se dirigent donc droit vers la guerre. Ils croisent alors des havekars, des trafiquants d'armes qui commercent avec les Scoia'tael. Au même moment, Vattier de Rideaux échangent avec ces hommes un prisonnier. Geralt comprend rapidement que Rideaux ne laissera aucun témoin de cet échange vivant. Milva arrive à ce moment et aide le sorceleur à se débarrasser des nilfgaardiens. Finalement, le prisonnier en question est Cahir. Geralt décide de le laisser et les trois compères s'enfuient. Milva essaie de décourager Geralt de se rendre à Nilfgaard pour sauver Ciri. Puisqu'elle n'y arrive pas, elle décide de les accompagner jusqu'à la Iaruga. 
Une nuit, Geralt confie qu'il rêve de Ciri, qu'il ne la voit pas à Nilfgaard mais dans un village crasseux, entourés d'autres jeunes. Mais il ne croit pas aux rêves. 
Ils traversent des paysages dévastés par les batailles. Ils se rendent compte que Cahir les suit. Ils croisent le chemin de Zoltan Chivay et d'autres nains, guidant un groupe de fugitifs. Ils décident de faire route ensemble. Ils apprennent que Nilfgaard se dirige vers Brugge. Zoltan indique à Geralt qu'il n'arrivera jamais à traverser la Iaruga. Geralt continue de rêver de Ciri et sent qu'elle a besoin d'aide. Ils rencontrent certaines mésaventures.  

### Chapitre 3
Un matin, le cheval de Cahir rattrape le groupe. Ils pensent alors que le chevalier nilfgaardien est mort. Ils s'arrêtent une nuit à Fen Carn, une nécropole elfique, une vallée couverte de menhirs. Ils y rencontre Emiel Régis, un étrange personnage qui les emmène dans sa cabane où il distille la mandragore pour en faire de l'alcool. Il passe la nuit ensemble. Enivrés par la gnôle, chacun raconte son histoire. Zoltan explique avoir quitté Mahakam à cause de son aversion pour la politique de toute puissance de Brouver Hoog, starost de Mahakam et de tous les clans de nains. Hoog a séparé les nains des elfes pour ne plus être associé à eux et protéger ainsi son peuple, mais Zoltan soutien que l'idée première est que les nains reviennent travailler dans les mines. Mahakam est sauf car leur métal est exporté jusqu'à Nilfgaard et leur savoir en armement est inégalé. 
Pendant ce temps, Falka continue de suivre les Rats. Ils s'amusent ensemble. 

### Chapitre 4
Régis décide de suivre le groupe. Ils croisent une bande d'hommes rustres partis à la chasse aux vampires. Après une rixe, l'un des hommes est gravement blessé. Le groupe le transporte alors jusqu'à un camp de fugitif. Dans ce camp, deux des femmes qui suivaient Zoltan retrouvent leur mari ou leur frère. Avant que le groupe ne reparte, ils se retrouvent confronté à l’exécution d'une prétendue sorcière qui serait de mèche avec le vampire. Le prêtre qui dirige le camp indique que si Dieu est du côté de cette jeune fille, alors quelqu'un sera capable de lui ramener des fers ardents à mains nues. Régis se porte volontaire et y parvient sans difficulté et n'en garde aucune trace de brûlure. Alors que le prêtre crie au blasphème, Nilfgaard attaque le camp. Dans le chaos et la confusion, Geralt perd connaissance. 
Ciri se réveille en hurlant, elle rêvait de l'accident de Geralt. Elle se rendort au côté des Rats. 
Geralt se réveille au milieu des décombres, en compagnie de Jaskier et de mercenaires témériens. Ils sont amenés dans un camp militaire, soupçonnés d'être des espions de l'empire. Mais Jaskier est reconnu et libéré. Cependant, il s'avère que le camp est dirigé par des émigrants du royaume de Cintra. Le maréchal Vissegerd reconnaît Geralt et, sachant que le sorceleur devait aider Ciri à fuir Cintra lors de la première attaque, il pense que Geralt a vendu la jeune fille à Nilfgaard. Lorsque l'empire a annoncé que Cirilla de Cintra était de leur côté, de nombreux soldats ont déserté pour rejoindre les rangs de Nilfgaard et se battre sous les ordres de leur prétendue reine. De ce fait, Vissegerd tente de répandre la rumeur que Ciri est illégitime au trône. Il cherche donc à se débarrasser des personnes qui pourraient connaître la vérité et annonce alors que Geralt sera pendu. 

### Chapitre 5
Pendant l'attaque du camp de réfugiés par les nilfgaardiens, les chevaux du groupe ont été enlevés. Milva part donc à leur recherche, notamment parce que son arc est encore accroché à sa selle. Alors qu'elle s'engage en combat avec les voleurs, Cahir vient à son secours. 
Isengrin Faoiltiarna, le grand Scoia'tael, a enlevé Jan Struycken, un nilfgaardien qui avait pour mission d'enlever l'écureuil. Sous les ordres de Vattier de Rideaux, il devait l'emmener à Nastrog pour l'interroger sur les événements de Thanedd. Il cherche à savoir où se cachent Vilgefortz, Rience et Cahir. Isengrin apprend à Jan que la princesse Ciri qui se trouve à Nilfgaard n'est pas la vraie et que l'empereur cherche qui sont les traîtres qui lui ont livré la mauvaise fille. L'écureuil explique qu'il a ramené Cahir avec lui, presque mort, pour ne pas qu'il y ait de preuve reliant l'attaque de Thanedd à Nilfgaard. Ensuite, comme il lui a été demandé, il a livré Cahir à Vattier de Rideaux, le chevalier s'était laissé faire, résigné. Il finit par dire qu'il ignore où se trouve Vilgefortz et Rience puis laisse l'espion partir pour délivre ces messages. 
Milva essaie de mettre en garde Cahir, qui part à la recherche du sorceleur, mais Cahir explique à la jeune femme que Ciri ne se trouve pas à Nilfgaard. 
Dans l'empire, Assire et Fringilla se rencontrent. Le père de Cahir a demandé à Assire d'intervenir pour sauver son fils, mais elle évite pour l'instant d'attirer l'attention. Fringilla rappelle à Assire qu'elles ont du, il y a peu, localiser une personne dans les royaumes du Nord en utilisant une mèche de cheveux d'une petite fille de 6 ans. En comparant ces cheveux avec ceux de la prétendue princesse Cirilla de Cintra, elle s'est rendu compte que les cheveux ne lui appartenaient pas. Alors qu'elles essaient de comprendre les complots qui se trament et quels acteurs y sont reliés, elles comprennent que Emhyr recherche Ciri depuis très longtemps s'il a en sa possession un échantillon de ses cheveux quand elle était enfant. Finalement, Assire propose à Fringilla de faire partie de la loge. 
Milva et Cahir retrouvent Régis. Ce dernier sait où se trouvent Geralt et Jaskier et qu'ils ont des ennuis. Les trois acolytes se pressent pour atteindre le camp militaire. Régis demande aux deux autres d'attendre à un point précis, en dehors du fort. Il s'occupera seul de libérer leurs compères. 
Geralt et Jaskier attendent l'aube pour être exécutés. Ils cherchent un plan pour s'évader mais n'y parviennent pas. Régis endort les gardes et libère les deux hommes. Il leur indique le point de rendez-vous et disparaît. Dans leur fuite, ils se font attraper par des soldats puis se retrouvent au milieu d'une attaque de nilfgaardiens. Alors que la bataille éclate, ils s'enfuient en direction de la localisation de Milva et Cahir. Jaskier est gravement blessé à la tête. 
À Drakenborg, fort rédanien transformé en camp d'internement pour elfes, Nazarian est condamné à mort. Il se décide à avouer lorsqu'il se retrouve devant la corde. Il avoue avoir participé au meurtre de Codrinhger et Fenn, sous les ordres de Rience. Il explique également que Geralt les rencontrait et que Rience a enlevé une fille qu'il a livré à Nilfgaard en indiquant qu'il s'agissait de Cirilla de Cintra. Dijkstra est alors mis au courant de la supercherie et il en informe Filippa Eilhart. 
Geralt et Jaskier rejoignent Milva et Cahir. Régis apparaît et soigne Jaskier. Geralt le menace alors que Milva et Jaskier le défende, rappelant qu'il les a aidé. Mais Régis dévoile qu'il est un vampire très puissant puis, après un échange avec Geralt, disparaît. Milva, énervée que Geralt s'en prenne à présent à Cahir, les force à reprendre leur route et s'éloigner de la bataille qui fait rage. 
Sur le chemin, Milva explique à Geralt ce qu'elle sait sur Cahir. Finalement, pendant une halte, le sorceleur confronte le chevalier. Il pense que Cahir le suit pour mettre la main sur Ciri et la ramener à Nilfgaard, pouvant ainsi obtenir les grâces de l'Empereur. Mais Cahir lui explique qu'il souhaite sauver Ciri, qu'il rêve d'elle, tout comme Geralt. Pour convaincre le sorceleur, il lui raconte un rêve qu'ils ont fait tous deux et que Geralt n'aura pas raconté à ses camarades. 
Servadio est un espion de brigand. Dans un village, il croise le chemin des Rats et tente d'en apprendre davantage sur leurs prochains méfaits. Mais il voit Falka tuer froidement et de façon experte un homme avec qui elle avait un différend. 
Geralt demande aux autres de rentrer chez eux, qu'il doit continuer seul vers le sud. Milva et Jaskier se vexe. Régis apparaît de nouveau, sermonne le sorceleur sur le fait qu'il ne partage pas son fardeau avec les autres, qu'il pense devoir traverser un baptême du feu qui le brûlera, mais le purifiera. Les quatre compagnons préparent à manger ensemble pendant que Geralt reste de côté. Finalement, le sorceleur les aide. La préparation du repas devient une véritable métaphore du travail en équipe et, après manger, ils cherchent tous ensemble une solution pour sauver Ciri. Sans demander son avis à Geralt, ils se décident à rejoindre les bois de Caed Dhu où se trouve un cercle de druides pour espérer y trouver des informations. Geralt se manifeste, le groupe lui fait comprendre qu'il ne doit plus agir seul et qu'à présent, ils feront route tous ensemble. 

### Chapitre 6
Falka parle avec Mistle, avec qui elle a une relation amoureuse ambiguë. Elle n'arrive pas à se livrer sur sa vie passée. 
À Dol Blathann, Vattier de Rideaux s'entretenait avec Francesca Findabair et la questionnait sur Vilgefortz, Yennefer, Rience et Cahir, en plus de s'intéresser à la prophétie d'Ithlinne. Ida Emean, qui était présente pendant cet entretien, mais dissimulé sous un voile d'invisibilité, échange avec Francesca. Ida propose à la reine des elfes d'être sincère lorsque la loge se réunira, que les intentions des magiciennes sont bonnes. Elles font un état des femmes qui compose cette société secrète. Plus tard, cachée de tous, Francesca réalise des rituels magiques devant une statuette de jade. L'objet grandit et se transforme pour libérer Yennefer, qui était compactée. La sorcière, agonisante, se rappelle les événements de Thanedd. Alors qu'elle pense que Francesca s'est vengée, l'elfe affirme avoir sauvé la vie de Yennefer. Ida et Francesca lui expliquent les événements qui se sont passés alors qu'elle était transformée en statuette, notamment l'incident de Tor Lara et que Geralt a été transporté chez les dryades. Yennefer comprend qu'elle passe pour une traître, que l'on croît qu'elle est du côté de Nilfgaard. Francesca lui indique qu'elles ont rendez-vous toutes trois à Montecalvo et qu'elle souhaite que Yennefer soit une membre de la loge, notamment parce qu'elles s'intéressent à Ciri et que la sorcière la connait particulièrement bien. 
Plus tard dans la nuit, les sorcières se réunissent dans le château de Filippa. Yennefer se rappelle Fringilla, qu'elle était à la bataille du mont Sodden mais Filippa indique qu'il est inutile de ressasser le passé. Elles s'installent alors pour commencer leur réunion. Les sorcières échangent sur la politique et la magie. Filippa finit par avouer que son plan est de mettre la magie sur le trône des royaumes du Nord, que le roi Kovir devra épouser une magicienne. Elle pense pour cela à Cirilla de Cintra. 
Pendant ce temps, les Rats tendent une embuscade à de riches nilfgaardiens. Ils leur volent tous leurs biens et Ciri a des flash de sa vie passée lorsqu'elle regarde leur blason représentant une licorne.
Yennefer raconte l'histoire de Ciri aux autres sorcières, de la rencontre entre Calanthe et Geralt jusqu'aux événements de Thanedd. Triss se doute que les deux sorcières nilfgaardiennes cachent quelque chose. Après avoir évoqué les événements de Thanedd, les sorcières se disputent. Fringilla se rend compte du pouvoir de la loge sur les influences politiques mais elle trouve cela très bien. Elles évoquent le fait que la dernière fois que le sang ancien aurait coulé, c'était celui de Lara Dorren. Sous la demande de Assire, peu familière avec cette légende, Francesca raconte l'histoire de Lara Dorren qui est finalement une histoire vraie qui s'est modifiée au cours du temps. Francesca et d'autres sorciers devaient traquer le gêne de sang ancien chez les descendants de Lara Dorren et Ciri en est aujourd'hui porteuse. Mais Sheala de Tancarville, une sorcière de la loge, contredit Francesca et pense que les lignées étaient incontrôlables, que beaucoup d'informations leur ont échappées. Les magiciennes évoquent la difficulté de mettre la main sur Ciri étant donné qu'elle est prétendue être à Nilfgaard. Assire avoue alors que la jeune fille qui a été amené à l'empereur n'est pas Cirilla de Cintra et qu'elle ne porte aucune trace d'un gêne de sang ancien. Filippa approuve l'information et souligne la sincérité de Assire. Elles essaient alors de mieux comprendre comment Emhyr aurait pu être au courant de l'existence de ce gêne de sang ancien. Elles en déduisent que cela vient certainement de Vilgefortz. Filippa indique que Dijkstra est à sa recherche. 
Dijkstra est dans une des cachette de Vilgefortz. Il tombe sur plusieurs cadavres de jeune fille sur lesquelles on a effectué des opérations affreuses. La cachette a été incendiée, mais Dijkstra pense que Rience était responsable de faire disparaître les traces parce que le travail est mal fait. Il demande à ses subalternes de créer des preuves de la présence de Vilgefortz dans ces lieux. Finalement, il trouve des chaises d'opération ressemblant à des outils de torture, comprenant que l'une d'elle n'était pas utilisée, attendant certainement une personne aux capacités hors du commun. 
Ida évoque la possibilité que Ciri ait fuit par le portail de Tor Lara et qu'elle n'ait pas été enlevée. Certaines pensent cela possible, mais que la jeune fille est alors décédée, d'autres n'imagine pas cela possible car ça demanderait beaucoup trop de pouvoir. 
Skellen demande à Bonhart, un chasseur de primes, de tuer Falka. Le malfaiteur accepte volontiers puisqu'il a déjà pour mission, par d'autres commanditaires, de tuer les Rats. 
Pendant une pause de la loge, Fringilla vient parler avec Yennefer. Elle la questionne sur la fuite que la sorcière planifie. Yennefer est surprise et apeurée, mais elle demande finalement de l'aide à la nilfgaardienne. Sous forme d'une mise en garde, Fringilla lui donne un conseil pour se téléporter et passer au travers du blocus magique du château. Finalement, Yennefer y parvient et les magiciennes s'agitent. Certaines sont énervées ou déçues, Triss et Margarita soutiennent Yennefer car elles comprennent qu'elle est partie rechercher Ciri. Assire indique discrètement à Fringilla qu'elle sait qu'elle l'a aidé. 

### Chapitre 7
Des enfants demandent à un conteur de continuer son histoire. Il explique que Yennefer est tombé dans l'océan et a rejoint les îles Skellige, y trouvant des alliés et qu'elle est persuadée que Vilgefortz a enlevé Ciri. Quant à la jeune fille, elle rencontrera bientôt Bonhart. Il continue alors l'histoire du point de vue de Geralt. Le sorceleur se remémore des événements qui se sont passés ces derniers jours. Milva et Jaskier commençaient à avoir peur de Régis. Geralt leur a indiqué que lui même en aurait peur s'ils étaient ennemis et qu'il ne savait pas s'il pourrait le vaincre. Il indiqua cependant à ses compagnons que la franchise serait la bienvenue envers Régis. Le vampire leur avoua simplement ne plus boire de sang depuis longtemps. Plus tard, alors qu'il sentais l'ambiance pesante, Régis se confia. Il a commencé à boire du sang pour suivre ses amis et être accepté socialement. Finalement, il en est devenu complètement accro et commençait à avoir des comportements problématiques. Un jour, il s'est fait attraper par des villageois qui l'on blessé de toute part et enterré. Il a alors mis 50 ans à se régénérer dans son tombeau et a eu tout le temps de réfléchir à sa condition et à renoncer au sang. Le groupe discuta alors des légendes qui entouraient les vampires et qui ne sont pas fondées, comme le fait qu'ils ne peuvent vivre que la nuit ou que chaque morsure transforme la victime en vampire. Le lendemain, le groupe tomba sur un champ de bataille recouverts de corps mutilés. Trouvant que traverser Angren en temps de guerre était trop dangereux, Geralt et Régis décidèrent de mener le groupe dans les marécages d'Ysgith, hostiles mais sûrement moins dangereux que les champs de bataille. Avant d'y arriver, ils tombèrent sur leurs amis nains, marchant encore avec des femmes et leurs enfants ainsi que la jeune fille qui était sur le bûcher. Régis s'occupa alors de soigner la pauvre fille, brûlée. Les nains leur apprirent qu'une certaine Reine Blanche combattait les Nilfgaardiens et aurait traversé la Iaruga. La jeune fille brûlée entra en transe et indiqua qu'il y aurait un baptême du feu, qu'il purifierait et brûlerait. Elle continua en indiquant que tout mourrait. Elle vit la tour de l'Hirondelle au milieu du brouillard. Sa transe s'arrêta. 
Lorsque les montagnes de Mahakam se sont profilées à l'horizon, Zoltan a offert son épée à Geralt et ils se sont quittés. Les nains sont rentrés chez eux. Ils apprirent de manants que la Reine Blanche pouvait être de Rivie.  
Milva dû avouer qu'elle était enceinte. Elle a demandé à Régis de faire une décoction qui lui ferait perdre le bébé. Geralt parla avec Milva, elle se confia à lui sur l'origine de cet enfant. Elle ne voulait pas freiner le groupe et elle espérait absolument pouvoir aider le sorceleur à sauver Ciri. Plus tard, Geralt demanda à Régis de ne plus passer par les marécages, ils traverseraient la Iaruga. Ils trouvèrent un passeur avec un bac. Au moment où ils atteignaient la rive nilfgaardienne, le bac se fit envahir par l'armée de Lyrie. Alors que le petit groupe essayait de leur échapper, l'armée nilfgaardienne arriva également. Milva réussit à défendre le bac en tirant des flèches meurtrières, mais les deux armées finirent par se battre entre elles. Alors que le bac s'échoua sur un banc de sable, Milva fit une fausse couche. Cahir, Geralt et Jaskier se placèrent devant les soldats lyriens qui fuyaient la bataille. Ils hurlèrent sur les troupes de repartir au combat contre Nilfgaard. En voyant l'habileté du sorceleur au combat et la force de Cahir, les troupes du Nord retrouvèrent leur courage et la bataille continua, Cahir se battit contre les siens. Les deux hommes menèrent cette bataille à la victoire.  
Meve, reine de Lyrie et de Rivie vint remercier et féliciter Geralt. Elle-même se battait en première ligne. La reine adouba le sorceleur et lui donna son nom de chevalier : Geralt de Rivie.   

## Édition française
- Le Baptême du feu, Bragelonne, 22 janvier 2010, trad. Caroline Raszka-Dewez, illustré par Etienne Le Roux, 384 p.  (ISBN 9782352943600)